# Disa dichroa
Disa dichroa är en orkidéart som beskrevs av Victor Samuel Summerhayes. Disa dichroa ingår i släktet Disa och familjen orkidéer. Inga underarter finns listade i Catalogue of Life.